# Курнаков, Андрей Ильич
Андрей Ильич Курнако́в (5 [18] октября 1916, Орёл, Российская империя — 7 февраля 2010, Орёл, Россия) — советский, российский художник-живописец, график, педагог. Народный художник СССР (1987).

## Биография
Андрей Курнаков родился 5 (18) октября 1916 года в Орле в рабочей семье. 
После окончания в 1937 году Орловского художественного училища работал в областной молодёжной газете.
Участник войны. Боевой путь завершил в 1945 году у границы с Китаем.
После войны, в 1947—1948 годах учился в Московской студии для художников краев, областей и автономных республик РСФСР у Б. В. Иогансона, в 1954 году окончил Харьковский художественный институт (ныне Харьковская академия дизайна и искусств). Дипломная работа «Оружие нашли» демонстрировалась на Всесоюзной выставке в Москве.
С 1959 по 1995 год преподавал на художественно-графическом факультете Орловского педагогического института, в 1962—1982 годах руководил кафедрой изобразительного искусства, с 1971 года профессор. Среди его учеников известные художники, например, В. Г. Кубарев.
Действительный член РАХ (2001). Член Союза художников СССР.
Жил и работал в Орле. Скончался 7 февраля 2010 года. Отпевание прошло 9 февраля в орловском храме Иконы Смоленской Божьей Матери. Гражданская панихида состоялась в главном корпусе Орловского государственного университета, где он долгие годы руководил художественно-графическим факультетом. Похоронен на Троицком кладбище в городе Орле.

## Творчество
По праву считается одним из основоположников Орловской художественной школы. В своем творчестве следует лучшим традициям отечественной пейзажной живописи и искусства жанрового портрета. Особое место в его творчестве занимает уникальная духовная атмосфера Орловского края, давшего миру целую плеяду выдающихся деятелей искусства — Л. Н. Толстого, И. С. Тургенева, А. А. Фета, И. А. Бунина, Л. Н. Андреева и многих других.
Создал целую галерею портретов своих современников, одиночных и групповых. Рабочие, крестьяне, творческие люди, ученые, врачи, губернаторы, депутаты… Настоящий портрет эпохи в лицах. Особой заслугой художника является многолетний труд по созданию эпических полотен «Прорыв немецкой обороны у д. Малое Измайлово 12 июля 1943 года» и «Орловско-Кромское сражение», демонстрирующиеся в Военно-историческом музее города Орла, а также участие в создании Мемориального комплекса «Кривцовский мемориал».
Работы входят в собрания Государственной Третьяковской галереи, Дирекции Художественного фонда РФ, фонда Министерства культуры РФ, Орловской областной художественной галереи, ведущих музеев мира, находятся в частных коллекциях в России и за рубежом.

## Награды и звания
- Заслуженный художник РСФСР (1967)
- Народный художник РСФСР (1978)
- Народный художник СССР (1987)
- Государственная премия РСФСР имени И. Е. Репина (1974) — за серию портретов «Наши современники» (портреты Героя Социалистического Труда В. Я. Прибыльнова, хирурга В. И. Заикина, художника К. С. Андросова).
- Орден Отечественной войны II степени (1985)[2]
- Орден «За заслуги перед Отечеством» IV степени (1997) — за заслуги перед государством, большой вклад в укрепление дружбы и сотрудничества между народами, многолетнюю плодотворную деятельность в области культуры и искусства[7].

## Память
- В мае 2014 была открыта мемориальная мастерская художника, дом-музей, где он жил и работал. Музей стал филиалом Музея изобразительных искусств в Орле и картинной галереи Курнакова.[источник не указан 1746 дней]
- Фильм «Художник земли Орловской» удостоен гранта Президента Российской Федерации в 2015 году.[источник не указан 1432 дня]